# Bergglansgök
Bergglansgök (Chalcites ruficollis) är en fågel i familjen gökar inom ordningen gökfåglar.

## Utseende och läte
Bergglansgöken är en liten och kompakt gök med ljust rostrött på strupen. Undersidan har mörka och breda tvärband på vit botten ända bak mot stjärten. Lätena består av ljusa, pipiga toner, antingen jämna "peep!" eller fallande "piu", enstaka eller i serier.

## Utbredning och systematik
Fågelns utbredningsområde är i fuktiga bergsskogar på Nya Guinea. Den behandlas som monotypisk, det vill säga att den inte delas in i några underarter.

### Släktestillhörighet
Bergglansgök och dess släktingar placerades tidigare i släktet Chrysococcyx. Dessa har dock lyfts ut till ett eget släkte, Chalcites, baserat på osteologiska avvikelser, minimal könsdimorfism och andra skillnader i både adult och juvenil dräkt. Detta stöds också av genetik och biogeografi.

## Levnadssätt
Bergglansgöken hittas i bergsbelägna regnskogar. Där sitter den ofta helt stilla under långa perioder på span efter insekter, men kan också slå följe med kringvandrande artblandade flockar.

## Status och hot
Arten har ett stort utbredningsområde, men tros minska i antal, dock inte tillräckligt kraftigt för att den ska betraktas som hotad. Internationella naturvårdsunionen IUCN listar arten som livskraftig (LC).